# Linha 1 do Metrô de Santo Domingo
A Linha 1: Mamá Tingó ↔ Centro de los Héroes é uma das linhas em operação do Metrô de Santo Domingo, inaugurada no dia 29 de janeiro de 2009. Estende-se por cerca de 14,5 km. A cor distintiva da linha é o azul.
Possui um total de 16 estações em operação, das quais 10 são subterrâneas, 1 é superficial e 5 são elevadas. A Estação Juan Pablo Duarte possibilita integração com a Linha 2.
As obras da linha tiveram início em 2005. Entre os dias 22 de dezembro de 2008 e 6 de janeiro de 2009, a linha foi testada para entrar em operação. A Linha 1 do Metrô de Santo Domingo foi inaugurada no dia 29 de janeiro de 2009, entrando em operação no dia seguinte.
A linha é operada pela Oficina para el Reordenamiento del Transporte (OPRET). Atende os municípios de Santo Domingo e de Santo Domingo Norte, situados na Grande Santo Domingo.

## Estações
| Nome                      | Inauguração           | Município           | Integração | Posição     | Latitude      | Longitude     |
| ------------------------- | --------------------- | ------------------- | ---------- | ----------- | ------------- | ------------- |
| Mamá Tingó                | 30 de janeiro de 2009 | Santo Domingo Norte | -          | Elevada     | 18° 32' 48" N | 69° 54' 03" O |
| Gregorio Urbano Gilbert   | 30 de janeiro de 2009 | Santo Domingo Norte | -          | Elevada     | 18° 32' 23" N | 69° 54' 16" O |
| Gregorio Luperón          | 30 de janeiro de 2009 | Santo Domingo Norte | -          | Elevada     | 18° 31' 46" N | 69° 54' 30" O |
| José Francisco Peña Gómez | 30 de janeiro de 2009 | Santo Domingo Norte | -          | Elevada     | 18° 31' 31" N | 69° 54' 59" O |
| Hermanas Mirabal          | 30 de janeiro de 2009 | Santo Domingo Norte | -          | Elevada     | 18° 31' 05" N | 69° 54' 54" O |
| Máximo Gómez              | 30 de janeiro de 2009 | Santo Domingo       | -          | Superfície  | 18° 30' 27" N | 69° 54' 57" O |
| Los Taínos                | 30 de janeiro de 2009 | Santo Domingo       | -          | Subterrânea | 18° 29' 57" N | 69° 54' 55" O |
| Pedro Livio Cedeño        | 30 de janeiro de 2009 | Santo Domingo       | -          | Subterrânea | 18° 29' 36" N | 69° 54' 54" O |
| Manuel Arturo Peña Batlle | 30 de janeiro de 2009 | Santo Domingo       | -          | Subterrânea | 18° 29' 08" N | 69° 54' 52" O |
| Juan Pablo Duarte         | 30 de janeiro de 2009 | Santo Domingo       |            | Subterrânea | 18° 28' 53" N | 69° 54' 54" O |
| Juan Bosch                | 30 de janeiro de 2009 | Santo Domingo       | -          | Subterrânea | 18° 28' 36" N | 69° 54' 49" O |
| Casandra Damirón          | 30 de janeiro de 2009 | Santo Domingo       | -          | Subterrânea | 18° 28' 16" N | 69° 54' 42" O |
| Joaquín Balaguer          | 30 de janeiro de 2009 | Santo Domingo       | -          | Subterrânea | 18° 27' 51" N | 69° 54' 35" O |
| Amín Abel                 | 30 de janeiro de 2009 | Santo Domingo       | -          | Subterrânea | 18° 27' 32" N | 69° 54' 59" O |
| Francisco Alberto Caamaño | 30 de janeiro de 2009 | Santo Domingo       | -          | Subterrânea | 18° 27' 20" N | 69° 55' 25" O |
| Centro de los Héroes      | 30 de janeiro de 2009 | Santo Domingo       | -          | Subterrânea | 18° 27' 03" N | 69° 55' 38" O |